# Coelopisthia extenta
Coelopisthia extenta är en stekelart som först beskrevs av Walker 1835.  Coelopisthia extenta ingår i släktet Coelopisthia och familjen puppglanssteklar. Arten är reproducerande i Sverige. Inga underarter finns listade i Catalogue of Life.